# Українсько-люксембурзькі відносини
Українсько-люксембурзькі відносини — сукупність міжнародних двосторонніх відносин між Україною та Люксембургом, а також співпраці обох країн у міжнародних організаціях та інших міжнародних інституціях.
Велике Герцогство Люксембург представлене в Україні через посольство у Празі (Чехія). Україна представлена в Люксембурзі через посольство в Брюсселі (Бельгія).

## Визнання Люксембургом державної незалежності України
Велике Герцогство Люксембург визнало незалежність України разом з іншими країнами ЄС 31 грудня 1991 р. Дипломатичні відносини встановлено 1 липня 1992 р. шляхом обміну нотами.

## Політичний діалог
Політичний діалог на вищому рівні був започаткований візитом до Люксембургу 14 червня 1994 р. Президента України Л. М. Кравчука, під час якого було підписано Угоду про партнерство і співробітництво між Україною і Європейськими Співтовариствами та їх державами-членами , Спільну декларацію Президента України і Прем'єр-міністра Люксембургу та двосторонню міжурядову Угоду про повітряне сполучення.
У 1990-х рр. двосторонні відносини були тісно пов'язані з питаннями співробітництва України з ЄС. Цьому передовсім сприяли офіційні візити Прем'єр-міністра Люксембургу Ж.-К.Юнкера в Україну (вересень 1997 р.) та Прем'єр-міністра України В. П. Пустовойтенка до Люксембургу (червень 1998 р.), які було поєднано відповідно з першим самітом Україна-ЄС та першим засіданням Ради зі співробітництва Україна-ЄС.
22 лютого 2005 р. в Брюсселі відбулася зустріч Президента України В.Ющенка з Прем'єр-міністром Люксембургу Ж.-К.Юнкером у рамках участі у засіданні Комісії Україна-НАТО на вищому рівні. З нагоди проведення в Люксембурзі 4-го засідання Ради з питань співробітництва Україна-ЄС 26 червня 2001 р. відбулася двостороння зустріч Прем'єр-міністра України А. К. Кінаха з Прем'єр-міністром Люксембургу Ж.-К.Юнкером. 18 червня 2007 р. відбулася зустріч Прем'єр-міністрів України та Люксембургу В. Ф. Януковича та Ж.-К.Юнкера під час участі Прем'єр-міністра України у 11-у засіданні Ради з питань співробітництва Україна-ЄС у Люксембурзі.
19 березня 2009 р. у рамках Саміту Європейської народної партії у Брюсселі зустрічі із Прем'єр-міністром Люксембургу Ж.-К.Юнкером провели президент України В. А. Ющенко та Прем'єр-міністр України Ю. В. Тимошенко. Сторони обговорили питання двосторонніх відносин, наголосивши на зацікавленості в розширенні торговельно-економічного співробітництва між двома державами та підтримці Люксембургом політики європейської інтеграції України.
16 червня 2009 р. у Люксембурзі пройшли двосторонні переговори Прем'єр-міністра України Ю. В. Тимошенко з Прем'єр-міністром Люксембургу Ж.-К. Юнкером у рамках робочого візиту Ю. В. Тимошенко до Великого Герцогства для участі у засіданні Ради з питань співробітництва Україна-ЄС. У ході перебування у Люксембурзі Ю. В. Тимошенко була також прийнята главою держави — Великим Герцогом Люксембурзьким Анрі.
Регулярно відбувалися зустрічі міністрів закордонних справ України та Люксембургу в рамках їхньої участі в сесіях ГА ООН та під час участі в інших міжнародних заходах. Важливою складовою частиною політичного діалогу стало започаткування з червня 2003 р. двосторонніх консультацій на рівні міністерств закордонних справ. З жовтня 2008 р., люксембурзька сторона бере участь як спостерігач у роботі українсько-бельгійської міжурядової Змішаної комісії з торговельно-економічного та фінансового співробітництва.
Нині українсько-люксембурзьке співробітництво спирається на договірно-правову базу, яка складається з 4-х угод.

## Торгово-економічне співробітництво
Торговельно-економічне співробітництво між Україною та Люксембургом характеризують тенденції, подібні до тенденцій у розвитку співпраці з Бельгією та Нідерландами. Проте світова економічна криза віддзеркалилася тут раніше. У 2008 році товарообіг товарами та послугами склав 40,8 млн. дол. США, що свідчило про зменшення у порівнянні з 2007 р. на 29,7 %, у тому числі український експорт становив 16,6 млн. дол. США, імпорт — 24,2 млн. дол. США. Слід зазначити, що позитивною тенденцією є зменшення негативного для України сальдо торгівлі з Люксембургом з 51,6 млн дол. США у 2007 р. до 7,5 млн дол. США у 2008 р..
Станом на 2009 р. обсяг прямих інвестицій в Україну з Люксембургу становив 250 млн. дол. США. або 0,6 % від загального обсягу прямих іноземних інвестицій в Україну. Майже половина люксембурзьких інвестицій в економіку України спрямована в оптову торгівлю (43 %); далі йдуть хімічна та нафтохімічна промисловість, операції з нерухомим майном, оренда, інжиніринг та надання послуг підприємцям.
Серед потужних люксембурзьких бізнес-структур в Україні присутні ВАТ «Arcelor Mittal-Кривий Ріг» (раніше «Криворіжсталь») — найбільший виробник металопродукції, частка якого на ринку становить 20 %. Люксембурзька компанія «Astron Buildings S.A.» є лідером на європейському континенті у виробництві будівель з металевих конструкцій, будує заводи та склади з металевих конструкцій у багатьох містах в Україні, зокрема, в Києві, Львові, Дніпропетровську, Одесі та інших містах. Машинобудівна компанія «Paul Wurth» здійснює поставки високотехнологічного обладнання для доменних печей українських металургійних підприємств й у 2008 р. відкрила у Маріуполі власне представництво.
Окрім того, дочірнє підприємство компанії «Kernel Holding S.A.» (Люксембург) підписало 23 червня 2008 р. угоду з українським підприємством агропромислового комплексу про придбання його потужностей у 2,817 тис. га сільськогосподарських земель. Строк оренди наявних сільгоспугідь — 10 років. Вартість угоди оцінюється в 3,617 млн дол. США. В основні напрямки діяльності холдингу «Кернер» входять виробництво соняшникової олії, дистрибуція бутильованої олії в Україні, експорт олії та зернових, надання послуг зі зберігання зернових і олійних культур на елеваторах тощо. 
14 березня 2017 р. Верховна Рада України нарешті ратифікувала підписану ще 6 вересня 1997 р. міжурядову Конвенцію між Урядом України і Урядом Великого Герцогства Люксембург про уникнення подвійного оподаткування та попередження податкових ухилень стосовно податків на доходи і на капітал.

## Науково-технічне співробітництво
Важливе місце у двосторонніх відносинах займає співпраця у науково-технічній галузі. Зокрема, в рамках реалізації міжурядової угоди про підготовку банківських фахівців (від 1998 р.) за активної участі Агентства трансферту банківських технологій Люксембургу (ATTF) та Національного банку України. Представники Національного банку України регулярно беруть участь у семінарах з проблематики функціонування міжнародних фінансових ринків та попередження фінансової злочинності, які проходять у Люксембурзі. Крім того, починаючи з 2005 р., семінари з цієї тематики, організовані за сприяння та на кошти Міністерства фінансів Люксембургу, проходять у Києві.

## Співпраця в галузі освіти, науки, культури, спорту і туризму
Українсько-люксембурзька співпраця в галузі освіти, науки, культури, спорту і туризму здійснюється в рамках Угоди між Урядом України і Урядом Великого Герцогства Люксембург про співробітництво у галузі культури, освіти, науки, молоді, спорту і туризму від 2 грудня 1994 р..
З метою наповнення реальним змістом цієї угоди сторони розробили проект Програми співробітництва в галузі культури, освіти, науки, молодіжної політики, спорту і туризму між Кабінетом Міністрів України та Урядом Великого Герцогства Люксембург на 2009—2011 рр. Однак через брак коштів на її реалізацію підписання було з ініціативи української сторони (МОН) перенесено на невизначений термін.